# Landkreis Mansfeld-Südharz
Landkreis Mansfeld-Südharz er en landkreis i den tyske delstat Sachsen-Anhalt. Den blev dannet i forbindelse med Kreisreform Sachsen-Anhalt 2007 1. Juli 2007 ved en sammenlægning af de tidligere landkreise Mansfelder Land og Sangerhausen.

## Geografi
Den nordlige del af landkreisen er præget af landskaberne Mansfelder Bergland, og den østlige del af Harzen. Ved Ulzigerode er det 291 meter høje Mahnberg det højeste punkt i den nordlige del af kreisen. I vest hører dele af Südharzen til området, og her ligger det 580 meter høje Großer Auerberg som er kreisens højeste punktder . I den sydvestlige del ligger den seks km² store opstemmede sø Kelbra; Modsat ligger der ved områdets østgrænse, syv km øst for  Eisleben den tre km² store Süßer See. To store floder løber gennem kreisen fra vest mod øst, i nord floden Wipper og i syd floden Helme.

## Byer og kommuner
(indbyggertal pr. 31. december 2006)
Enhedskommuner
1. Mansfeld, by (8.841)
2. Sangerhausen, by (31.675)

Forvaltningsfælleskaber med deres medlemskommuner (* administrationsby)
| - 1. Verwaltungsgemeinschaft Allstedt-Kaltenborn 1. Allstedt, by * (3.086) 2. Beyernaumburg (778) 3. Blankenheim (1.454) 4. Emseloh (611) 5. Holdenstedt (734) 6. Katharinenrieth (221) 7. Liedersdorf (295) 8. Mittelhausen (590) 9. Niederröblingen (Helme) (453) 10. Nienstedt (409) 11. Pölsfeld (427) 12. Sotterhausen (250) 13. Winkel (327) 14. Wolferstedt (743) - 2. Verwaltungsgemeinschaft Gerbstedt 1. Augsdorf (589) 2. Burgsdorf (204) 3. Freist (353) 4. Friedeburg (Saale) (499) 5. Friedeburgerhütte (256) 6. Gerbstedt, by * (2.993) 7. Heiligenthal (826) 8. Hübitz (377) 9. Ihlewitz (343) 10. Klostermansfeld (2.740) 11. Rottelsdorf (346) 12. Siersleben (1.554) 13. Welfesholz (210) 14. Zabenstedt (222) - 3. Verwaltungsgemeinschaft Goldene Aue 1. Berga (1.898) 2. Brücken (Helme) (908) 3. Edersleben (1.145) 4. Hackpfüffel (262) 5. Kelbra (Kyffhäuser), by * (2.971) 6. Martinsrieth (193) 7. Riethnordhausen (563) 8. Tilleda (Kyffhäuser) (918) 9. Wallhausen (2.121) | - 4. Verwaltungsgemeinschaft Hettstedt 1. Hettstedt, by * (15.379) 2. Ritterode (344) 3. Walbeck (906) - 5. Verwaltungsgemeinschaft Lutherstadt Eisleben 1. Bischofrode (715) 2. Hedersleben (990) 3. Lutherstadt Eisleben * (23.789) 4. Osterhausen (1.052) 5. Schmalzerode (287) - 6. Verwaltungsgemeinschaft Mansfelder Grund-Helbra 1. Ahlsdorf (1.860) 2. Benndorf (2.447) 3. Bornstedt (945) 4. Helbra * (4.572) 5. Hergisdorf (1.829) 6. Wimmelburg (1.337) - 7. Verwaltungsgemeinschaft Roßla-Südharz 1. Bennungen (950) 2. Breitenstein (507) 3. Breitungen (496) 4. Dietersdorf (268) 5. Drebsdorf (108) 6. Hainrode (352) 7. Hayn (Harz) (584) 8. Kleinleinungen (138) 9. Questenberg (289) 10. Roßla * (2.319) 11. Rottleberode (1.574) 12. Schwenda (597) 13. Stolberg (Harz), by (1.378) 14. Uftrungen (1.108) 15. Wickerode (298) | - 8. Verwaltungsgemeinschaft Seegebiet Mansfelder Land 1. Amsdorf (531) 2. Aseleben (523) 3. Dederstedt (446) 4. Erdeborn (1.089) 5. Hornburg (384) 6. Lüttchendorf (639) 7. Neehausen (275) 8. Röblingen am See * (3.059) 9. Seeburg (590) 10. Stedten (1.062) 11. Wansleben am See (1.815) - 9. Verwaltungsgemeinschaft Wipper-Eine 1. Abberode (374) 2. Alterode (528) 3. Arnstedt (590) 4. Braunschwende (584) 5. Bräunrode (477) 6. Friesdorf (368) 7. Greifenhagen (271) 8. Harkerode (337) 9. Hermerode (127) 10. Molmerswende (256) 11. Quenstedt * (846) 12. Ritzgerode (87) 13. Sandersleben (Anhalt), by (1.988) 14. Stangerode (365) 15. Sylda (522) 16. Ulzigerode (200) 17. Welbsleben (743) 18. Wiederstedt (1.105) |

- Wikimedia Commons har flere filer relateret til Landkreis Mansfeld-Südharz

51°32′N 11°22′Ø / 51.53°N 11.37°Ø